# Лисбет Саландер
Ли́сбет Сала́ндер (шведск. Lisbeth Salander, прозвище — Оса) — вымышленный персонаж, девушка-хакер, несправедливо признанная властями недееспособной. Главная героиня серии книг шведского писателя Стига Ларссона «Миллениум» вместе с Микаэлем Блумквистом. На спине имеет татуировку, изображающую дракона.

## Краткое описание
Лисбет Саландер — это женщина, ненавидящая мужчин, которые ненавидят женщин.— Стиг Ларссон. «Девушка, которая играла с огнём» / в пер. Анны Савицкой — Москва: Эксмо, 2009.
Лисбет — бледная, анорексически худая девушка с короткой стрижкой и пирсингом в носу и бровях. Рост — около 150 см, вес — 40 кг. У Лисбет рыжие волосы, которые она красит в иссиня-чёрный цвет. Бисексуальна. На шее имеет татуировку в виде осы длиной в два сантиметра, одну вытатуированную цепочку, обвивающую бицепс левой руки, и другую — щиколотку. Отличительная черта — татуировка на правой части спины, от плеча до ягодицы, изображающая дракона. Испытывая комплексы из-за небольшого размера бюста, во второй книге Лисбет сделала операцию по увеличению груди.
Имея за плечами трудное детство, Лисбет замкнута и асоциальна и испытывает трудности в дружбе и общении с людьми. Особенно враждебно она относится к мужчинам, грязно обращающимся с женщинами, и получает огромное удовольствие от их разоблачения и наказания. Это вполне соответствует взглядам автора и является главной темой всей серии книг.
Под никнеймом «Оса» (англ. Wasp) известна в международном хакерском сообществе «Хакерская республика». Обладает фотографической памятью и хорошими навыками маскировки. Имеет очень высокий уровень интеллекта, в частности, нашла собственное доказательство большой теоремы Ферма. Смелый и решительный человек. Несмотря на небольшой вес и рост, умеет за себя постоять: хорошо боксирует, а недостаток физической силы компенсирует оружием (электрошокер, пистолет) и прочими предметами (клюшка для гольфа, булыжник, молоток, строительный пистолет, автомобиль, ножка стула, ёмкость с бензином).

## Биография

### 1978—1993 гг.Раннее детство и «Весь этот кошмар»
Лисбет Саландер родилась 30 апреля 1978 года. Её мать, Агнета София Шёландер, была кассиром в продуктовом магазине и родила в 17 лет Лисбет и её сестру Камиллу. Отцом двойняшек был перебежчик и бывший агент ГРУ, Александр «Зала» Залаченко. По словам Лисбет, отец был «психопатом, убийцей и мучителем женщин». Он бил и насиловал Агнету Софию, что однажды привело к тому, что в двенадцать лет Лисбет нанесла ему пять ударов ножом в плечо, а в другой раз подожгла его в машине, бросив туда пакет с бензином и зажжённую спичку.
Однако, из-за ценности Залаченко для «Секции спецанализов» Службы безопасности, занимавшейся его тайной, Зала уже не в первый раз остался безнаказанным, а Лисбет Саландер, представлявшая угрозу расконспирации Залаченко, была помещена в психиатрическую клинику Святого Стефана с помощью фальшивого заключения судебно-психиатрической экспертизы, составленного психиатром Петером Телеборьяном.
В прологе ко второй части трилогии описываются мысли Саландер, лежащей крепко пристёгнутой ремнями к больничной койке в день своего тринадцатилетия, когда её навещает Телеборьян:

…Она ненавидела его голос.
Невозмутимо, без признаков насмешки или неприязни он сообщил, что пришёл поздравить её, потому что сегодня у неё день рождения. Она догадывалась, что он лжет.
Она ненавидела его.
Он подошёл ближе и остановился у изголовья, опустил ей на лоб влажную ладонь, провел пальцами по её волосам, что должно было выражать дружелюбие. Вероятно, в качестве подарка к её дню рождения.
Она ненавидела его прикосновения.
— Стиг Ларссон. «Девушка, которая играла с огнём» / в пер. Анны Савицкой — Москва: Эксмо, 2009.
Два года, с 1991-го по 1993-й, Лисбет пробыла в психиатрической клинике. Ей был назначен опекуном адвокат Хольгер Пальмгрен, в 1993 году при содействии главного врача клиники нашедший для Саландер приёмную семью и вернувший тем самым её в общество. В дальнейшем Лисбет ещё раз угрожало помещение в психиатрическую лечебницу, однако Пальмгрен смог защитить её в суде.

### 1993—2003 гг.Под опекой у Хольгера Пальмгрена
К семнадцати годам Лисбет Саландер превосходно владела компьютером. Она разыскала свою сестру Камиллу и попыталась вынудить её рассказать, где находится Залаченко, однако встреча сестёр закончилась тем, что они поссорились и подрались.
В конце 90-х Лисбет решила научиться боксу и попала в Цинкенсдаммский клуб к известному на то время боксеру Паоло Роберто. Поначалу её восприняли с насмешкой из-за щуплого телосложения, однако она показала необычайную ловкость и быстроту, благодаря которым завоевала авторитет в клубе и получила кличку «Оса».
Однажды в то время, когда Лисбет возвращалась в свой временный дом к приёмным родителям, в метро её стал домогаться пятидесятидвухлетний педофил Карл Эверт Блумгрен. Когда он начал её касаться, она не стерпела и жестоко избила его, за что была сразу же задержана полицией, а по вердикту суда признана недееспособной.
Опекун Хольгер Пальмгрен нашёл для Лисбет работу в охранном агентстве «Милтон Секьюрити» (англ. Milton Security). Директор агентства Драган Арманский поначалу принял Саландер исключительно из-за просьбы Пальмгрена, поручив ей работу с почтой и незначительные офисные поручения, но через некоторое время уязвлённая Лисбет продемонстрировала ему свои незаурядные способности к обнаружению информации, и Арманский нанял её для расследований о частных лицах. В ходе одного из этих расследований Саландер заочно познакомилась с журналистом Микаэлем Блумквистом, создателем и редактором журнала «Миллениум».
Пальмгрен собирался решить вопрос о недееспособности Лисбет, однако осенью 2002-го у него случился инсульт, и он впал в кому. Опекуном Лисбет по недосмотру нового главы «Секции» становится адвокат Нильс Бьюрман — один из тех, кто в 1976 году встретил перебежавшего в Швецию Залаченко.

### 2003—2006 гг.Работа с «Миллениумом»

Руни Мара в роли Лисбет

Бьюрман явился полной противоположностью своего предшественника Хольгера Пальмгрена, и при первой же возможности новый опекун лишает Лисбет её независимости. Он пытается шантажировать Лисбет её же деньгами, взамен добиваясь от неё секса. Сначала он принуждает её к оральному сексу, а в следующий раз жестоко насилует её у себя в квартире в течение пяти-шести часов с перерывами. Однако Лисбет записывает изнасилование на скрытую камеру. Придя в третий раз к Бьюрману, она угрожает отправить во все шведские газеты видеозапись её изнасилования и заодно вытатуировывает ему на животе надпись: «Я — САДИСТСКАЯ СВИНЬЯ, ПОДОНОК И НАСИЛЬНИК». Саландер становится де-факто независимой от своего опекуна, а также предусматривает в будущем отмену решения о недееспособности, вынуждая Бьюрмана регулярно отправлять положительные отчёты о ней в социальную службу.
В 2003 году скандально известный журналист и автор журнала «Миллениум» Микаэль Блумквист, выполняя расследование исчезновения Харриет Вангер — племянницы известного промышленника Хенрика Вангера, получает Лисбет себе в помощницы, и она помогает ему в расследовании. Совместными усилиями они выясняют, что покойный племянник Хенрика Вангера Готфрид и его сын Мартин в течение десятилетий насиловали и убивали женщин, а пропавшая сестра Мартина Харриет убила Готфрида и, опасаясь мести Мартина, скрылась, переехав в Австралию. Блумквист, пытаясь забраться в дом Мартина, попадает к нему в ловушку, и тот чуть было не поступает с ним почти в той же манере, что и со своими жертвами. Но в нужный момент появляется Лисбет с клюшкой для гольфа и спасает Микаэлю жизнь. Она преследует Мартина на своём мотоцикле, и тот, запаниковав, врезается в грузовик и погибает.
Лисбет взламывает сеть компьютеров «Веннерстрём груп» и находит на миллиардера компромат, который Блумквист предаёт огласке, тем самым приобретая скандальную известность. Саландер, маскируясь под личностью Ирене Нессер, крадёт со счетов терпящего крах финансиста сумму в 3 миллиарда шведских крон (260 млн долларов США) и размещает их на анонимных банковских счетах. Для этого она предварительно находит в Гибралтаре адвоката Джереми МакМиллана и помогает ему расправиться с долгами. Впоследствии Лисбет покупает себе за 25 миллионов крон новую квартиру в престижном районе Стокгольма, на улице Фискаргатан.
Во время работы с Блумквистом Лисбет неожиданно для самой себя в него влюбляется, и у них завязывается роман. Однако однажды вечером Лисбет видит его выходящим из кафе со своей долголетней любовницей, главным редактором «Миллениума» Эрикой Бергер. Саландер выкидывает в мусорный контейнер подарок, который купила для Микаэля, и, разочаровавшись в своих чувствах, решает навсегда вычеркнуть «Чёртова Калле» Блумквиста из своей головы.
В 2004 году Лисбет решает провести многомесячный отпуск за границей и оказывается в Гренаде, где знакомится с шестнадцатилетним студентом Джорджем Блендом, с которым ради интереса вступает в интимную связь. На острове она спасает жизнь Джеральдине Форбс, которую погрязший в долгах муж пытается убить во время урагана, чтобы завладеть её богатыми средствами.
В это время забывший себя от отчаяния Нильс Бьюрман, формально ещё являющийся опекуном Саландер, выходит на связь с Залаченко и просит его об убийстве своей подопечной. Залаченко без всякого сожаления поручает это дело сводному брату Саландер, Рональду Нидерману, крепкому парню выше двух метров ростом, не чувствующему боли из-за врождённой анальгезии. По случайному совпадению на Бьюрмана и Залу в это время выходит занимающийся расследованием о трафикинге секс-рабынь из Прибалтики в Швецию журналист Даг Свенссон, работающий на «Миллениум». Нидерман убивает Свенссона и его подругу Миа Бергман, собирающуюся защищать диссертацию на эту же тему. Нильс Бьюрман паникует, поэтому попутно Нидерман устраняет и его. Незадолго до убийства к Дагу и Миа наведывается Саландер, узнавшая об их интересе к Зале. По несчастливому стечению обстоятельств на следующее утро Саландер начинают подозревать в убийстве Дага, Миа и Бьюрмана.
В это время у Лисбет возобновляется сексуальная связь с давней знакомой, лесбиянкой Мириам Ву, и она предлагает ей переехать в свою старую квартиру на Лундагатан, о чём впоследствии жалеет. В отсутствие Лисбет к Мириам Ву заявляется Нидерман и увозит её на склад под Нюкварном, к западу от Стокгольма. К счастью, Паоло Роберто в то время оказывается в Стокгольме и, узнав о событиях, следует за Нидерманом на склад и спасает Ву от Нидермана, побеждая Нидермана с её помощью в неравной схватке.
Лисбет находит Залаченко и Нидермана на ферме Гессеборга, но они оказываются подготовленными и решают убить Саландер, закопав её неподалёку. Саландер пытается оказать сопротивление, однако в неё три раза стреляет Залаченко, одним из выстрелов попадая ей в голову из малокалиберного браунинга. Лисбет закапывают заживо с пулей в голове. Однако ночью она выбирается из-под земли и, находясь при смерти, наносит тяжкие повреждения Залаченко ударами топора в лицо и ногу. Нидерману, давно страдавшему от галлюцинаций и боязни темноты, приходится бежать в ужасе от «восставшей из мертвых» сводной сестры. На помощь Лисбет прибывает Микаэль Блумквист, в дальнейшем помогающий ей в расследовании всей истории параллельно с полицией и отделом охраны конституции при Службе государственной безопасности.
Лисбет вместе с Залаченко отвозят в Сальмгренскую больницу. Там Залаченко убивает бывший глава «Секции» Эверт Гульберг. Блумквист помогает Лисбет и тайком передаёт ей карманный компьютер с доступом в Интернет. С помощью своих связей в хакерском сообществе Лисбет помогает подруге Микаэля Эрике Бергер спастись от преследований бывшего одноклассника-маньяка.
После выздоровления Лисбет происходит судебное разбирательство по обвинению девушки в покушении на отца. На процессе Саландер защищает сестра Микаэля Анника Джаннини, которая доказывает незаконный заговор против девушки. Лисбет оправдывают, и решение о недееспособности отменяется, что вызывает огромную вереницу расследований в отношении «Секции», Петера Телеборьяна и социальных служб. Лисбет решает уехать из Швеции и прилетает в Гибралтар. Она чувствует себя виноватой перед Мириам Ву и какое-то время пытается забыться с помощью алкоголя и случайных связей.
Потом Саландер едет навестить сбежавшую во Францию Мириам, с которой договаривается быть друзьями. Она возвращается в Швецию и неожиданно встречает своего сводного брата на заброшенном кирпичном заводе, доставшемся ей после описи имущества Залаченко. Она обнаруживает там тела убитых Нидерманом русских девушек, которых в спешке оставили умирать от голода его бывшие сообщники — торговцы людьми братья Ранта.
Нидерман запирает Саландер на заводе, и у них завязывается бой. Саландер удаётся прибить ступни его ног к полу с помощью гвоздезабивного пистолета и навести на завод его бывших сообщников-байкеров, желавших расправы с ним. Нидермана убивают.
Лисбет возвращается к себе в Стокгольм, в квартиру на Фискаргатан. К ней приходит Микаэль Блумквист, и она, теперь уже сознательно, решает ему открыться.

Она посмотрела на него и отметила, что никаких чувств к нему больше не питает. Во всяком случае, никаких этаких чувств.
В течение прошедшего года он действительно вёл себя как настоящий друг.
Она ему доверяет. Возможно. И в то же время её страшно раздражает то, что почти единственным человеком, кому она доверяет, является тот, с которым она не хочет видеться. Внезапно она решилась. Глупо притворяться, будто его не существует. Ведь его вид больше не причиняет ей боли.

Она распахнула дверь и снова впустила его в свою жизнь.— Стиг Ларссон. Девушка, которая взрывала воздушные замки. / Пер. Анны Савицкой. — М.: Эксмо, 2009.

## Характер
Лисбет явно демонстрирует признаки асоциального расстройства личности: неспособность соответствовать социальным нормам, пренебрежение собственной внешностью, склонность к преступлению (взломы замков, агрессивное поведение и осознанное желание наносить вред людям). Примером этого служит её просьба разрешить убить Мартина Вангера.
Второй главный герой трилогии, Микаэль Блумквист, предполагает, что Саландер страдает от синдрома Аспергера. Противники Саландер диагностируют её как параноидальную психопатку. Опекун героини адвокат Нильс Бьюрман описывал её как «больную, жестокую, безумную к чертям шлюху». Доктор Телеборьян описал её такими словами, как «параноичка», «психотичка», «шизофреничка», «эгоистичная психопатка».
Несмотря на все мнения и рассуждения о психическом состоянии Лисбет Саландер, на суде она признаётся вменяемой и адекватной.
Некоторые исследователи описывают Лисбет как «героиню с нетрадиционными и мрачными причудами», «супергероиню», «несоответствующую», «андрогинную, асоциальную, бисексуальную одиночку, зарабатывающую на жизнь хакерством…».
Сам писатель заявляет, что Саландер может восприниматься как необычная социопатка, из-за наполненной травмами жизни и неспособности соответствовать социальным нормам.

## Идея
По словам Стига Ларссона, характер Лисбет создавался по образу взрослой Пеппи Длинныйчулок. Табличка на двери стокгольмской квартиры Лисбет по адресу Фискаргатан, 9 гласит «В. Кюлла». Дом Пеппи Длинныйчулок назывался «Вилла Вилекюлла».
Друг Ларссона Курдо Бакси рассказывал о событии, которое писателю довелось пережить в возрасте 15 лет. Ларссону случайно довелось стать свидетелем того, как трое его знакомых насиловали 15-летнюю девушку по имени Лисбет. Однако Стиг не смог сделать ничего, чтобы помешать этому. Таким образом, по мнению Бакси, книга — это один протяжный крик: «Больше никогда!».

## Интересные факты
- Александр Залаченко, отец Лисбет, рассказал ей, что, кроме Рональда Нидермана, у неё есть ещё по меньшей мере четверо единокровных братьев и три единокровных сестры в разных странах, в том числе брат в Эстонии[Л 3].
- Микаэль Блумквист в письмах иногда обращался к Лисбет по имени Салли, а поверенный Джереми МакМиллан любил называть её Лиз[Л 3].
- Когда Лисбет была в Сальмгренской больнице, Микаэль тайком передал ей карманный компьютер, пароль от которого был «Пеппи» (швед. Pippi)[Л 1].
- В 2012 году журнал «Forbes» поставил Лисбет на 11 место в списке 15 богатейших вымышленных персонажей, оценив её состояние в 2,4 миллиарда долларов[8].